# Chris Corner
Chris Corner (Nascido em 23 de janeiro de 1974) É um músico e compositor Inglês. Ele foi membro fundador da banda Sneaker Pimps e agora está no seu projeto solo intitulado, IAMX.
Ele tem vivido em Berlim desde 2006, onde montou seu estúdio IAMX novo para a música e trabalho visual. Actualmente vive em Los Angeles.
Chris compôs e produziu a trilha sonora do filme Les Chevaliers du Ciel em 2005. Ele apresentava os gostos de Sue Denim de Robots In Disguise e Placebo